# Хэйсэй
Хэйсэй (яп. 平成 — «Установление мира») — девиз правления (нэнго) японского императора Акихито; период в истории Японии с 8 января 1989 года по 30 апреля 2019 года.
7 января 1989 года 125-м императором Японии стал 55-летний Акихито (родился 23 декабря 1933 года), старший сын умершего императора Хирохито. По традиционному японскому летосчислению началась новая эра, получившая официальное название Хэйсэй («Установление мира»).
Начало эры Хэйсэй ознаменовалось пиком могущества японской экономики в 1989 году, сменившимся финансовым кризисом и последовавшей вслед за ним стагнацией, усугубившейся мировым кризисом 2008 года.
В августе 2016 года император Акихито в своём телевизионном обращении к японскому народу выразил свою озабоченность тем, что в будущем его преклонный возраст не позволит царствовать на троне. В июне 2017 года Парламент Японии принял закон, позволяющий передать трон сыну императора наследному принцу Нарухито. Согласно этому закону, 30 апреля 2019 года император отрёкся от престола и эра Хэйсэй завершилась. На следующий день, 1 мая 2019 года, на трон взошёл Нарухито и началась эра Рэйва (яп. 令和).

## Соответствие годов
| 8 января 1989 года — 30 апреля 2019 года |
| ---------------------------------------- |

| Год Хэйсэй              | 1    | 2            | 3            | 4            | 5            | 6            | 7            | 8            | 9            | 10           |
| ----------------------- | ---- | ------------ | ------------ | ------------ | ------------ | ------------ | ------------ | ------------ | ------------ | ------------ |
| Григорианский календарь | 1989 | 1990         | 1991         | 1992         | 1993         | 1994         | 1995         | 1996         | 1997         | 1998         |
| Год Хэйсэй              | 11   | 12           | 13           | 14           | 15           | 16           | 17           | 18           | 19           | 20           |
| Григорианский календарь | 1999 | 2000         | 2001         | 2002         | 2003         | 2004         | 2005         | 2006         | 2007         | 2008         |
| Год Хэйсэй              | 21   | 22           | 23           | 24           | 25           | 26           | 27           | 28           | 29           | 30           |
| Григорианский календарь | 2009 | 2010         | 2011         | 2012         | 2013         | 2014         | 2015         | 2016         | 2017         | 2018         |
| Год Хэйсэй              | 31   | Период Рэйва | Период Рэйва | Период Рэйва | Период Рэйва | Период Рэйва | Период Рэйва | Период Рэйва | Период Рэйва | Период Рэйва |
| Григорианский календарь | 2019 | Период Рэйва | Период Рэйва | Период Рэйва | Период Рэйва | Период Рэйва | Период Рэйва | Период Рэйва | Период Рэйва | Период Рэйва |